# Follow: Find You
Follow: Find You — седьмой мини-альбом южнокорейского бой-бенд Monsta X. Он был выпущен 28 октября 2019 года Starship Entertainment и распространён Kakao M. Альбом состоит из восьми треков, в том числе ведущего сингла «Follow».

## Отзывы критиков
Джефф Бенджамин, журналист Billboard, назвал мини-альбом своеобразным «возвращением к более лёгкому звучанию» группы после «мрачных» альбомов таких как: Take.1 Are You There? и Take.2 We Are Here. Бенджамин считает, что первый трек нового альбома — «Find You», который он описывает как «спокойная баллада», а также «динамичный» заглавный трек «Follow», который он сравнивает с хитом группы — «Hero», чётко указывают на это. Далее он отмечает «Monsta Truck» как «некое совмещение ежедневной рутины и переломных моментов в жизни», «Disaster» как «трек, позволяющий сильным рэперам — Чжухону и АйЭму проявить себя», «U R» — «трек в жанре R&B» и «Mirror» — «чувственное произведение». Майкл Черио из Radio.com также написал, что в данном альбоме группа «находит баланс между нежными балладами и яркими треками, показывая связь между ними и добавляя с помощью музыки новую часть единой сюжетной линии». Подводя итог, «весь альбом представляет собой постоянные переходы от глубоких баллад к танцевальным трекам, оправдывающим все ожидания». K-pop черты в звучании чётко прослеживаются.

## Трек-лист
| №                   | Название            | Текст песни                                               | Музыка                                                                     | Длительность |
| ------------------- | ------------------- | --------------------------------------------------------- | -------------------------------------------------------------------------- | ------------ |
| 1.                  | «Find You»          | Brother Su, Juno                                          | $ün, Чжуён, $aimön                                                         | 3:38         |
| 2.                  | «Follow»            | Seo Jieum, Brother Su, Чжухон, I.M                        | Daniel Kim, Willie Weeks, Andreas Öberg, Skylar Mones                      | 3:33         |
| 3.                  | «Monsta Truck»      | Brother Su, Чжухон, I.M                                   | Daniel Caesar, Ludwig Lindell, Andreas Öberg                               | 3:40         |
| 4.                  | «U R»               | I.M, Yoonseok, Wooki, Чжухон                              | I.M, Yoonseok, Wooki                                                       | 3:30         |
| 5.                  | «Disaster»          | 지인 (Flying Lab), Чжухон, I.M                            | Albin Nordqvist, Andrew Choi, Bintage                                      | 3:39         |
| 6.                  | «Burn It Up»        | JQ (Makeumine Works), Bono (Makeumine Works), Чжухон, I.M | Daniel Caesar, Ludwig Lindell, Daniel Kim, Jiyeon Park                     | 3:38         |
| 7.                  | «Mirror»            | Вонхо, Brother Su, Чжухон, I.M                            | Вонхо,Brother Su, Ahn Sang-hyeon (Punch Sound), Shin Ki-hyun (Punch Sound) | 3:20         |
| 8.                  | «See You Again»     | Чжухон, 9F, I.M                                           | Чжухон, 9F                                                                 | 3:17         |
| Общая длительность: | Общая длительность: | Общая длительность:                                       | Общая длительность:                                                        | 28:15        |

## Чарты
| Чарты (2019)                       | Высшая позиция |
| Альбом                             | Альбом         |
| ---------------------------------- | -------------- |
| South Korean Albums (Gaon)         | 1              |
| Japanese Albums (Oricon)           | 9              |
| Japan Hot Albums (Billboard Japan) | 44             |
| French Download Albums (SNEP)      | 95             |
| Польша (ZPAV)                      | 37             |
| US Heatseekers Albums (Billboard)  | 15             |
| US Independent Albums (Billboard)  | 42             |
| US World Albums (Billboard)        | 7              |
| Песня                              |                |
| Japan Hot 100 (Billboard Japan)    | 68             |
| US World Digital Songs (Billboard) | 5              |

| Чарты (2019)               | Высшая позиция |
| Альбом                     | Альбом         |
| -------------------------- | -------------- |
| South Korean Albums (Gaon) | 2              |

## Продажи
| Регион             | Продажи |
| Альбом             | Альбом  |
| ------------------ | ------- |
| Южная Корея (Gaon) | 193,121 |
| Япония (Oricon)    | 13,578  |
| США (Nielsen)      | 1,000   |
| Песня              |         |
| США (Nielsen)      | 1,000   |

## Победы
| Песня    | Программа          | Дата           | Ref.   |
| -------- | ------------------ | -------------- | ------ |
| «Follow» | The Show (SBS MTV) | 5 ноября, 2019 | [ 17 ] |
| «Follow» | M Countdown (Mnet) | 7 ноября, 2019 | [ 18 ] |